# Alita: Mars Chronicle
Alita: Mars Chronicle (銃夢火星戦記?, Ganmu kasei senki, lett. "Gunnm: Cronache di guerra marziane") è un manga di Yukito Kishiro. È stato serializzato dal 28 ottobre 2014 all'11 marzo 2025 sulla rivista giapponese Evening di Kōdansha. La pubblicazione dell'edizione italiana è iniziata nell'agosto 2017, a cura dell'etichetta Planet Manga di Panini Comics.
La serie è un prequel della saga della famosa eroina di Kishiro, ambientato su Marte nell'anno 370 del calendario Sputnik (2326 d.C.) quando la protagonista è ancora una bambina. 
Solo nel secondo volume, gli eventi narrati si collegano al finale della serie Last Order, nel 594 (2550 d.C.), divenendone a tutti gli effetti un sequel.

## Volumi
| 1  | 22 maggio 2015 | ISBN 978-4-0637-7195-4                                                      | 10 agosto 2017  | —                      |
| 1  | Capitoli - Log:001 (火星の孤児?, Kasei no koji) - Log:002 (少女たち?, Shōjo tachi) - Log:003 (無言兵団?, Mugon heidan) - Log:004 (脱出行?, Dasshutsukō) - Log:005 (難民街道?, Nanmin kaidō) - Log:006 (天蓋の使命?, Tengai no shimei)                            |                                                                             |                 |                        |
| 2  | 20 novembre 2015 | ISBN 978-4-0637-7357-6                                                      | 12 ottobre 2017 | —                      |
| 2  | Capitoli - Log:007 (マミアナ跡にて?, Mamiana ato nite) - Log:008 (ダーザインの潜在?, Dāzain no senzai) - Log:009 (英霊団?, Einheruyaru) - Log:010 (対爆装甲尋問室?, Taibaku sōkō jinmonshitsu) - Log:011 (火星の異邦人?, Kasei no ihōjin) - (霧界?, Mukai)       |                                                                             |                 |                        |
| 3  | 22 luglio 2016 | ISBN 978-4-06-377488-7                                                      | 7 dicembre 2017 | —                      |
| 3  | Capitoli - Log:012 (私のお家?, Watashi no o uchi) - Log:013 (仮面の怪人?, Kamen no kaijin) - Log:014 (うなるギロチンベルト?, Unaru girochin Beruto) - Log:015 (ふたりきり?, Futari kiri) - Log:016 (悪の城?, Aku no shiro)                                       |                                                                             |                 |                        |
| 4  | 23 maggio 2017 | ISBN 978-4-06-393195-2                                                      | 8 febbraio 2018 | —                      |
| 4  | Capitoli - Log:017 (石化の研究と応用?, Sekika no kenkyū to ōyō) - Log:018 (秘宝探索?, Hihō tansaku) - Log:019 (城の女?, Shiro no onna) - Log:020 (エドムの犬?, Edomu no inu) - Log:021 (若きイタルの悩み?, Wakaki itaru no nayami)                               |                                                                             |                 |                        |
| 5  | 22 dicembre 2017 | ISBN 978-4-06-510608-2                                                      | 21 giugno 2018  | —                      |
| 5  | Capitoli - Log:022 (ウジ虫の告白?, Ujimushi no kokuhaku) - Log:023 (若きイタルの死?, Wakaki itaru no shi) - Log:024 (砂嵐の夜?, Habūbu no yoru) - Log:025 (大切なはなし?, Taisetsu na hanashi) - Log:026 (ゴロツキ魂?, Gorotsuki damashii)                       |                                                                             |                 |                        |
| 6  | 21 novembre 2018 | ISBN 978-4-06-512862-6                                                      | 23 maggio 2019  | —                      |
| 6  | Capitoli - Log:027 (エルトン・ジョンはかく歌えり?, Eruton Jon wa kaku utaeri) - Log:028 (ほんとうの気持ち?, Hontō no kimochi) - Log:029 (継承の儀?, Keishō no gi) - Log:030 (ムスターの涙?, Musutā no namida) - Log:031 (さよならムスター?, Sayonara Musutā)     |                                                                             |                 |                        |
| 7  | 20 novembre 2020 | ISBN 978-4-06-519223-8                                                      | 24 giugno 2021  | —                      |
| 7  | Capitoli - Log:032 (新たなる出会い?, Arata naru deai) - Log:033 (ビッグマダム?, Biggu Madamu) - Log:034 (秘密の工房?, Himitsu no kōbō) - Log:035 (吟遊詩人曰く?, Gin'yū shijin iwaku) - Log:036 (恐ろしき者たち?, Osoroshiki mono tachi)                         |                                                                             |                 |                        |
| 8  | 22 novembre 2021 | ISBN 978-4-06-525955-9                                                      | 2 giugno 2022   | —                      |
| 8  | Capitoli - Log:037 (青天の霹靂?, Seiten no hekireki) - Log:038 (これが取引ってヤツさ!!?, Kore ga Dīru tte yatsu sa!!) - Log:039 (ワイズハート論文?, Waizuhāto Repōto) - Log:040 (ジャポロ強襲?, Japoro kyōshū) - Log:041 (逆襲のヤコレワ?, Gyakushū no yakorewa) |                                                                             |                 |                        |
| 9  | 22 novembre 2022 | ISBN 978-4-06-530199-9 (ed. regolare) ISBN 978-4-06-530219-4 (ed. limitata) | 27 luglio 2023  | ISBN 978-88-287-5000-0 |
| 9  | Capitoli - Log:042 (大気圏突入伝説?, Taikiken totsunyū densetsu) - Log:043 (虜囚に非ず?, Ryoshū ni arazu) - Log:044 (術あれど道なし?, Jutsu aredo michi nashi) - Log:045 (泣き虫な助っ人?, Nakimushi na suketto) - Log:046 (隧道作戦?, Zuidō sakusen)            |                                                                             |                 |                        |
| 10 | 23 aprile 2024 | ISBN 978-4-06-535282-3                                                      | 24 ottobre 2024 | ISBN 979-12-21900-55-2 |
| 10 | Capitoli - Log:047 (奥義?, Gehaimunisu) - Log:048 (徹甲爆轟拳?, Burehhyenshurāgen) - Log:049 (心に蟷螂の斧?, Kokoro ni tōrō no ono) - Log:050 (報告書?, Hōkokusho) - Log:051 (決闘絶望谷?, Kettō zetsubō koku)                                                   |                                                                             |                 |                        |
| 11 | 23 aprile 2025 | ISBN 978-4-06-539217-1                                                      | —               | —                      |
| 11 | Capitoli - Log:052 (火星最後の秘宝?, Kasei saigo no hihō) - Log:053 (ヴァシリ・トルスキ?, Vashiri Torusuki) - Log:054 (カタコンベ?, Katakonbe) - Log:055 (ヘクセンハウス?, Hekusenhausu) - Log:056 (クアン・キルボルン?, Kuan Kiruborun)                         |                                                                             |                 |                        |